# Sandro Cavazza
Alessandro Michele "Sandro" Cavazza (Stockholm 11 september 1992) is een Zweeds singer-songwriter van Italiaanse afkomst.
In 2014 studeerde hij af. In zijn studietijd was hij leadzanger van de groep Bonavox. In 2015 werkte hij mee aan twee nummers (Sunset Jesus en Gonna Love Ya) van het album Stories van Avicii. In 2016 scoorde hij een grote hit met Beautiful Life van Lost Frequencies. Cavazza zong het nummer in.
Dit nummer werd door de Nederlandse omroep NOS gebruikt voor de uitzendingen van de Olympische Spelen van 2016 in Rio. Een andere grote hit bereikt hij met Without You samen met Avicii.
Samen met Avicii maakte Cavazza meerdere nummers tijdens een roadtrip door Amerika op weg naar het wereldberoemde Ultra festival. Vanwege het overlijden van Avicii zijn deze nummers echter nooit uitgebracht. Wel werd het nummer "Forever Yours" gemaakt met Avicii tijdens deze roadtrip afgemaakt door Kygo en uitgebracht in 2020.
in 2021 maakte Cavazza bekend te stoppen met zijn carrière. In een video gereleased op zijn social media kanalen gaf Cavazza aan geen plezier meer te halen uit het zijn van een artiest. Desondanks volgde in 2023 een samenwerking met Felix Jaehn.

## Discografie

### Ep's
- Sandro Cavazza (2017)
- Weird & Talkative (2020)

### Singles
| Lied                                          | Verschijnen      | Album                           | Hitlijsten | Hitlijsten | Hitlijsten | Hitlijsten | Hitlijsten  | Hitlijsten  | Hitlijsten   | Hitlijsten   | Hitlijsten | Hitlijsten | Hitlijsten | Opmerkingen                                                          |
| Lied                                          | Verschijnen      | Album                           | BE (VL)    | BE (VL)    | BE (WA)    | BE (WA)    | NL (Top 40) | NL (Top 40) | NL (Top 100) | NL (Top 100) | GB         | DE         | FR         | Opmerkingen                                                          |
| Lied                                          | Verschijnen      | Album                           | Piek       | Weken      | Piek       | Weken      | Piek        | Weken       | Piek         | Weken        | Piek       | Piek       | Piek       | Opmerkingen                                                          |
| --------------------------------------------- | ---------------- | ------------------------------- | ---------- | ---------- | ---------- | ---------- | ----------- | ----------- | ------------ | ------------ | ---------- | ---------- | ---------- | -------------------------------------------------------------------- |
| Beautiful Life (met Lost Frequencies)         | 3 juni 2016      | Less Is More (Lost Frequencies) | 1 (1 wk)   | 19         | 1 (3 wk)   | 24         | 28          | 6           | 65           | 9            | —          | 50         | 39         | NPO Radio 2 TopSong / Platina in Nederland / Dubbelplatina in België |
| So Much Better (Remix) (met Lost Frequencies) | 19 mei 2017      | Sandro Cavazza                  | tip        | —          | —          | —          | —           | —           | —            | —            | —          | —          | —          |                                                                      |
| Without You (met Avicii)                      | 11 augustus 2017 | Avīci (01) (Avicii)             | 15         | 21         | 15         | 17         | 5           | 27          | 13           | 34           | 32         | 18         | 59         | Platina in België                                                    |
| Happy Now (met Kygo)                          | 26 oktober 2018  | —                               | 26         | 22         | 13         | 15         | 19          | 17          | 24           | 27           | —          | 53         | 168        | Goud in België                                                       |
| Forever Yours (Tribute) (met Kygo & Avicii)   | 24 januari 2020  | —                               | tip8       | —          | 49         | 2          | 25          | 16          | 64           | 11           | —          | 65         | —          |                                                                      |
| Sad Child (met Brother Leo)                   | 26 juni 2020     | Weird & Talkative               | —          | —          | tip        | —          | —           | —           | —            | —            | —          | —          | —          |                                                                      |
| All for Love (met Felix Jaehn)                | 26 mei 2023      | —                               | 42         | 2*         | —          | —          | 33          | 6*          | —            | —            | —          | —          | —          |                                                                      |